# 見川鯛山
見川 鯛山（みかわ たいざん、1916年11月22日 - 2005年8月5日）は、日本の医師、作家。本名は見川 泰山。栃木県安蘇郡植野村（現・佐野市）出身。

## 概要
昭和医学専門学校卒業後、栃木県那須郡那須村（現・那須町）に見川医院を開設、60年以上にわたって地域医療に従事する傍ら、那須の風土に根ざした短編小説や随筆を14冊執筆した。製薬会社のPR誌に連載した作品などをまとめた「山医者シリーズ」が有名。獅子文六に師事した。
2男2女の4人の子供がおり、長男は見川医院の院長を引き継いでいる。次女はイラストレーターの米倉万美で、2004年7月に地元佐野市のギャラリー酒蔵楽で「見川鯛山&米倉万美父娘展」を開催した。また、孫（次女の息子）は元MEN'S NON-NOモデルで映像作家の米倉強太で、2019年にモデル・タレントのラブリと結婚を発表した。

## 著書
- 『田舎医者』（角川書店、1964年）（毎日新聞社、1974年）（集英社文庫、1980年）
- 『医者ともあろうものが･･･』（毎日新聞社、1973年）（集英社文庫、1981年）
- 『続・医者ともあろうものが･･･』（毎日新聞社、1973年）（集英社文庫、1983年）
- 『本日も休診』（毎日新聞社、1974年）（集英社文庫、1984年）
- 『また本日も休診』（毎日新聞社、1976年）（集英社文庫、1987年）
- 『山医者のうた』（毎日新聞社、1979年）（集英社文庫、1989年）
- 『スキー万歳』（平凡社、1979年）
- 『山医者の茶飲み話』（毎日新聞社、1982年）
- 『山医者のちょっと一服』（毎日新聞社、1985年）（集英社文庫、1991年）
- 『山医者がんばる』（毎日新聞社、1988年）
- 『山医者健在なり』（毎日新聞社、1993年）
- 『山医者の読みグスリ』（毎日新聞社、2001年）
- 『山医者の毒にもクスリにもならない話』（ドリーム舎、2003年）
- 『山医者のちょっとは薬になる話』（『見川鯛山、これにて断筆』、フーガブックス、2004年）

## テレビドラマ
- 田舎医者（1965年） 伊藤雄之助が演じた[9]。
- 天山先生本日も多忙（1979年） 森繁久彌が演じた[10]。

## ラジオドラマ
- 山医者がんばる（1989年、4回） NHKラジオ第1放送「日曜名作座」（出演：森繁久彌、加藤道子）

## 舞台
- 本日も休診（2021年）（出演：柄本明、花總まりほか）